# Edward Brooke
Edward William Brooke (Washington DC, 26 d'octubre de 1919 - Coral Gables, 3 de gener de 2015) fou un polític estatunidenc, membre del Partit Republicà, senador de Massachusetts al Congrés dels Estats Units des de 1967 fins a 1979.